# Gallicolombe tristigmate
Gallicolumba tristigmata
Espèce
Statut de conservation UICN

 LC  : Préoccupation mineure
La Gallicolombe tristigmate (Gallicolumba tristigmata) est une espèce de colombidés de 35 cm de long.

## Répartition
Elle est endémique des Célèbes.

## Sous-espèces
D'après Alan P. Peterson, il en existe trois sous-espèces :
- Gallicolumba tristigmata auripectus Stresemann, 1941
- Gallicolumba tristigmata bimaculata (Salvadori, 1892)
- Gallicolumba tristigmata tristigmata (Bonaparte, 1855)